# Наос (ієрогліф)
Наос (з грец. ναός — храм, святиня) — описова назва, надана єгипетському ієрогліфу О18 за Гердінером.

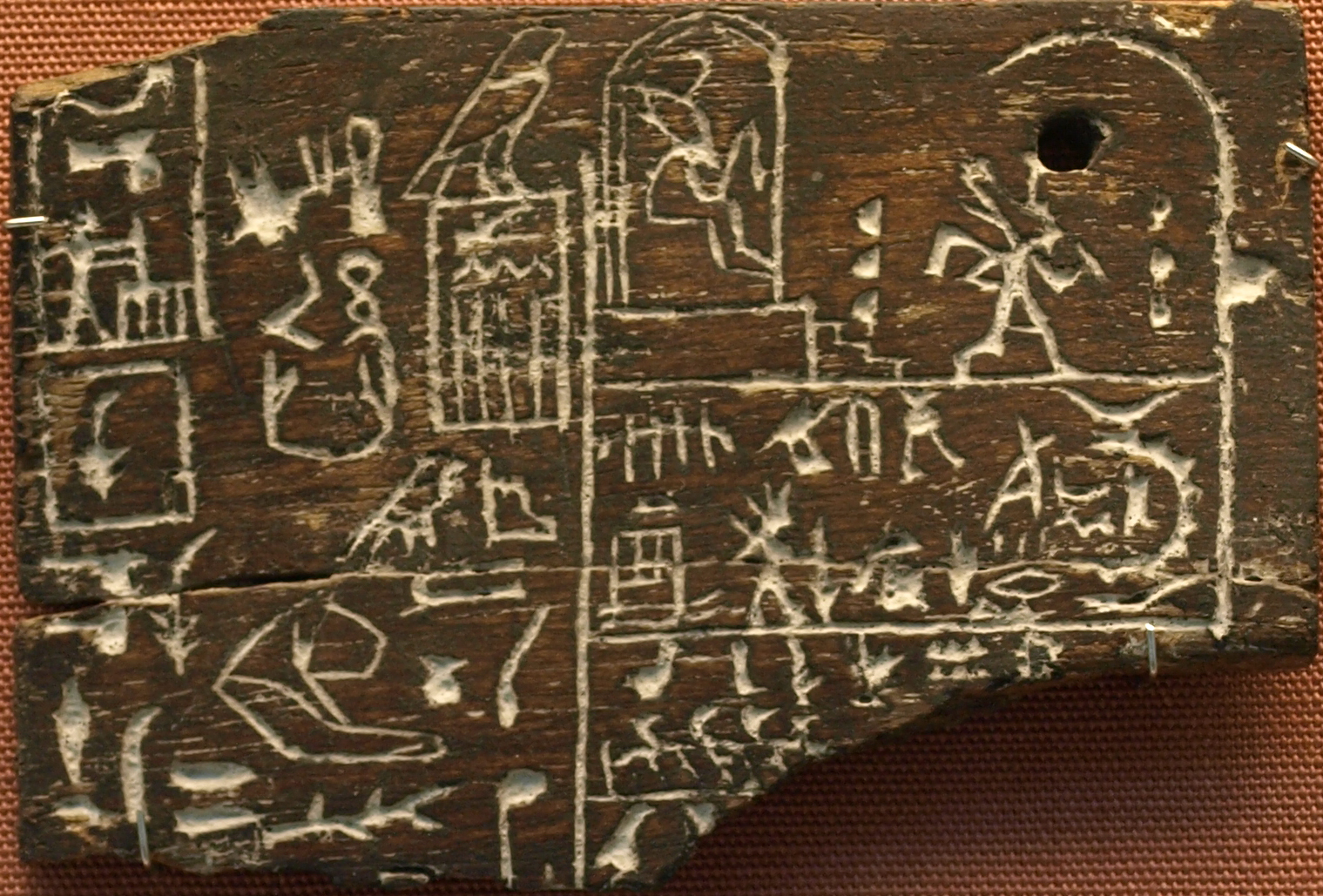
Пластина з ім'ям фараона Дена, Стародавнє царство

Ієрогліф «наос» є складовою частиною ієрогліфа «ювілейний павільйон» (О23 за Гердінером), який складається із двох розташованих поруч ієрогліфів «наос». 
Ранні пластини часів Стародавнього царства, наприклад, пластина з ім'ям фараона Дена, зображувала його збоку у своєму храмі — наосі. Прикладом іншого, комбінованого вигляду із двома коронами є притолока фараона Сенусерта II із XII династії ХІХ ст. до н.е., на якій зображені «наоси» із заокругленими дахами по обидві сторони ієрогліфу «ювілейний павільйон». 
Наофорос («володар храму») — тип статуї, що «тримає» символ «наос». Зразком може слугувати статуя Панехси, наглядача скарбниці, часів Нового царства. Найдавніші зразки подібних статуй датуються часами XVIII династії.